# 2004년 하계 올림픽 인도 선수단
인도는 2004년 8월 13일부터 29일까지 그리스 아테네에서 열린 제28회 하계 올림픽에 참가했다.

## 메달리스트
| 메달   | 선수                | 종목 | 세부종목      | 날짜     |
| ------ | ------------------- | ---- | ------------- | -------- |
| 은메달 | 라즈야바르단 라토레 | 사격 | 남자 더블트랩 | 8월 17일 |

## 종목별 성적

### 수영
남자
| 선수      | 세부 종목   | 예선  | 예선 | 준결선    | 준결선    | 결선      | 결선      |
| 선수      | 세부 종목   | 기록  | 순위 | 기록      | 순위      | 기록      | 최종 순위 |
| 시하 탄돈 | 50m 자유형  | 27.08 | 40   | 진출 실패 | 진출 실패 | 진출 실패 | 진출 실패 |
| 시하 탄돈 | 100m 자유형 | 59.70 | 46   | 진출 실패 | 진출 실패 | 진출 실패 | 진출 실패 |

## 양궁
| 선수                                              | 세부 종목 | 랭킹 라운드 | 랭킹 라운드 | 64강                                          | 32강                      | 16강                             | 8강       | 준결승    | 결승 / 순위 결정전 | 결승 / 순위 결정전 |
| 선수                                              | 세부 종목 | 점수        | 시드        | 상대 점수                                     | 상대 점수                 | 상대 점수                        | 상대 점수 | 상대 점수 | 상대 점수          | 최종 순위          |
| 사트야데브 프라사드                               | 개인전    | 634         | 48          | 하마노 유지 (JPN) · W 155–150                 | 론 호프 (NED) · W 158–155 | 임동현 (KOR) · L 165–167         | 진출 실패 | 진출 실패 | 진출 실패          | 진출 실패          |
| 타룬데프 라이                                     | 개인전    | 647         | 32          | 알렉산드로스 카라게오르기우 (GRE) · L 143–147 | 진출 실패                 | 진출 실패                        | 진출 실패 | 진출 실패 | 진출 실패          | 진출 실패          |
| 마즈히 사와이얀                                   | 개인전    | 657         | 22          | 빅 운덜리 (USA) · L 128–145                   | 진출 실패                 | 진출 실패                        | 진출 실패 | 진출 실패 | 진출 실패          | 진출 실패          |
| 사트야데브 프라사드 타룬데프 라이 마즈히 사와이얀 | 단체전    | 1938        | 10          | 빈칸                                          | 빈칸                      | 오스트레일리아 (AUS) · L 236–248 | 진출 실패 | 진출 실패 | 진출 실패          | 진출 실패          |

## 역도
남자
| 선수 | 세부 종목 | 인상 | 인상 | 용상 | 용상 | 합계 | 합계 |
| 선수 | 세부 종목 | 기록 | 순위 | 기록 | 순위 | 기록 | 순위 |

## 육상

### 남자
트랙 및 도로 경기
| 선수              | 세부 종목 | 예선     | 예선 | 준준결선 | 준준결선 | 준결선    | 준결선    | 결선 | 결선 |
| 선수              | 세부 종목 | 기록     | 순위 | 기록     | 순위     | 기록      | 순위      | 기록 | 순위 |
| 칼라야툼쿠지 비누 | 400m      | 45.48 NR | 3 q  | 45.97    | 6        | 진출 실패 | 진출 실패 |      |      |